# Metriocnemus picipes
Metriocnemus picipes är en tvåvingeart som först beskrevs av Johann Wilhelm Meigen 1818.  Metriocnemus picipes ingår i släktet Metriocnemus och familjen fjädermyggor.
Artens utbredningsområde är Grönland. Arten är reproducerande i Sverige. Inga underarter finns listade i Catalogue of Life.